# Ohlen und Adlerskron

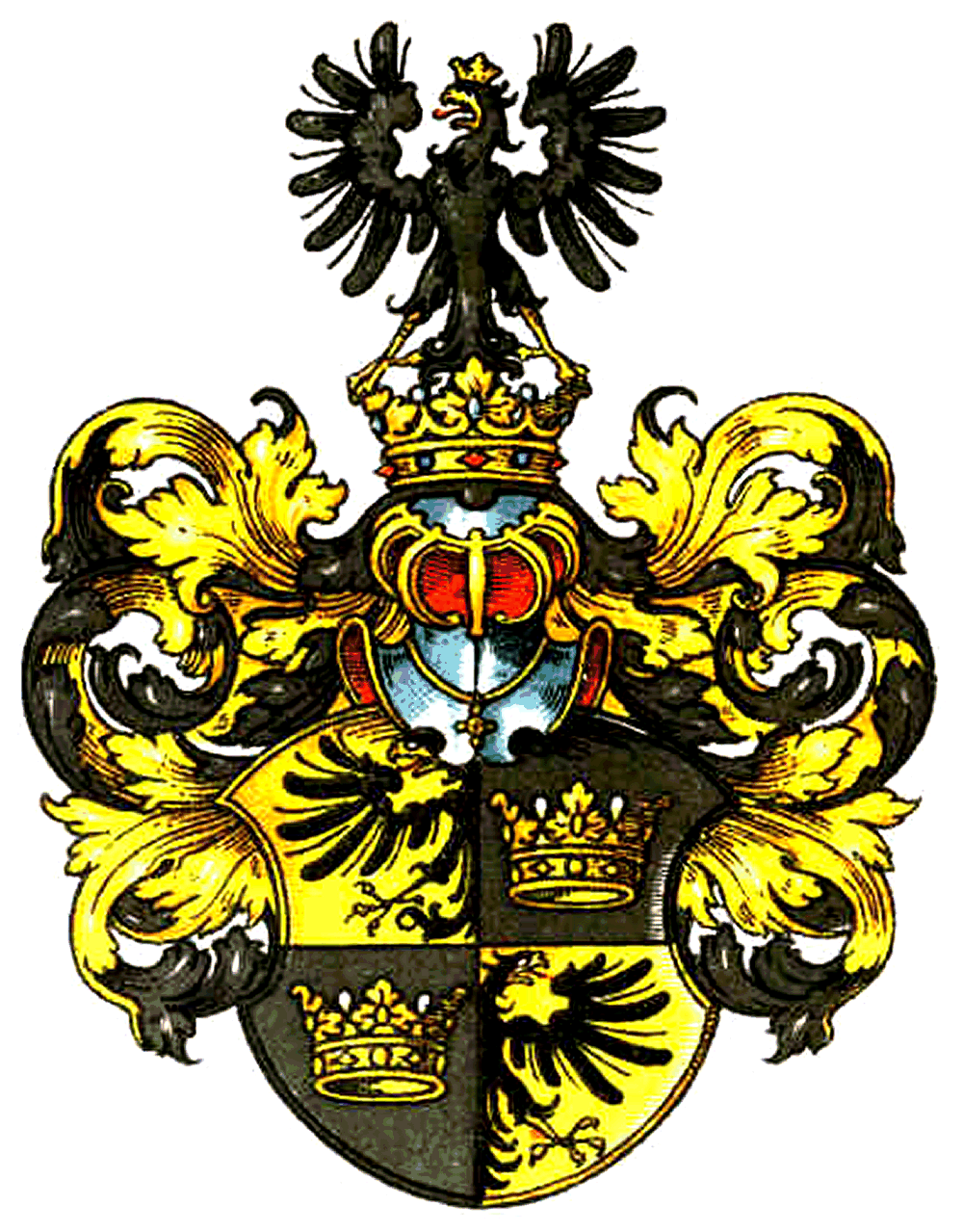
Wappen derer von Ohlen und Adlerskron

Ohlen und Adlerscron bzw. Ohl von Adlerscron bzw. Ohlen und Adlerskron ist eine schlesische Adelsfamilie.

## Geschichte
Die sichere Stammreihe des Geschlechts beginnt mit Friedrich Ohl, 1527 Bürger und Handelsmann in Breslau. Ein von 1548 datierter Brief des Königs Sigismund II. August von Polen bezeichnete die Familie Ohlen als Equites Poloniae (polnische Ritter bzw. Reiter). Das deutsche Adelsdiplom geht zurück auf die Gebrüder Friedrich, Johann Gottfried und Joachim Ohlen, die sich ab dem 2. März 1672 „Ohlen von Adlerskron“ nennen durften. Der Sohn des Friedrich, Christian von Ohlen und Adlerskron, wurde am 3. April 1699 in den Status eines Freiherren erhoben. Die Linie teilte sich im 18./19. Jahrhundert auf die Linien derer zu Masselwitz und derer zu Eisdorf.

## Wappen
- 1665: Der Wappenschild ist geviert, in 1 und 4 mit einem schwarzen Adler auf goldenem Grund, halbiert an die Spaltlinie angeschlossen, in 2 und 3 eine goldene Krone auf schwarzem Grund.

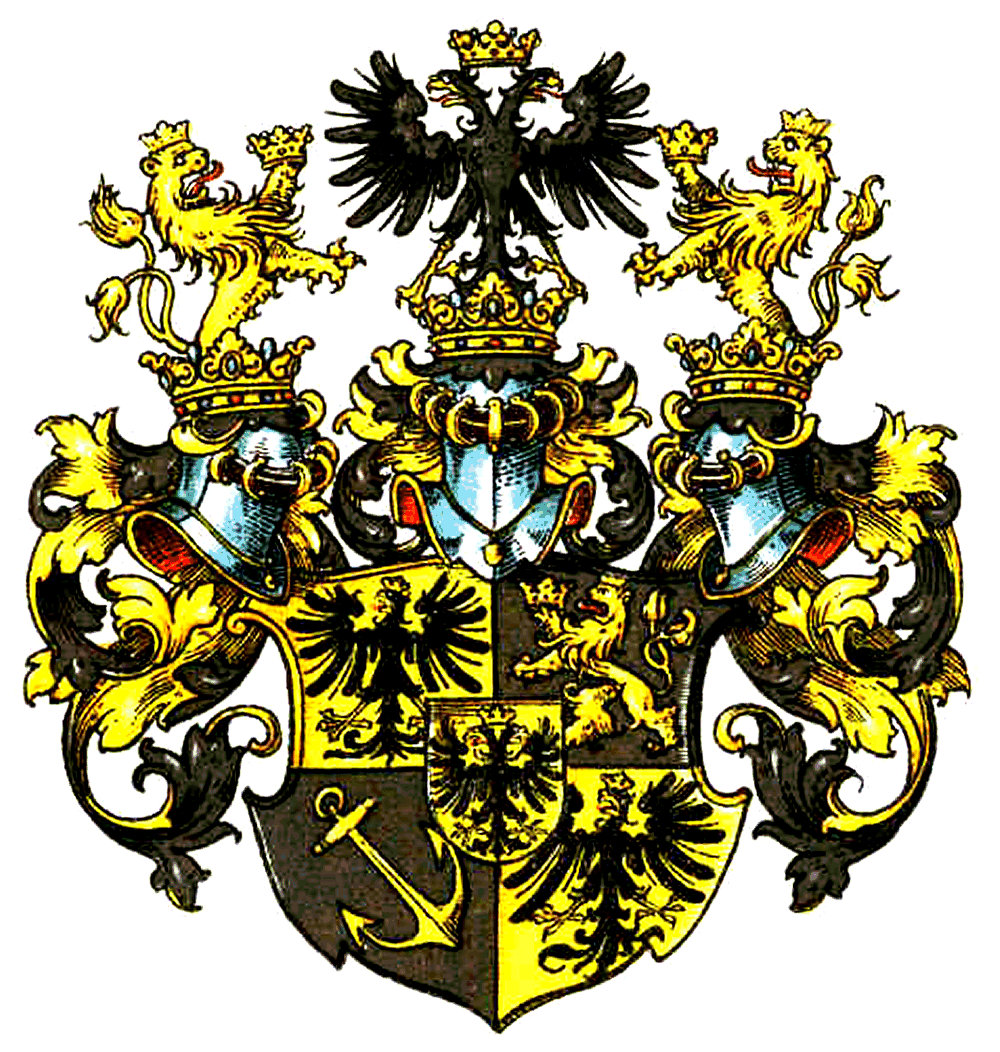
Wappen der Freiherrn von Ohlen und Adlerskron

- Bei der Erhebung in den Freiherrenstand 1699 kam ein goldener Herzschild hinzu, in dem der schwarze kaiserliche Doppeladler des Heiligen Römischen Reiches mit darüber hängender Krone schwebt.[1] In Feld 1 und 4 ein ganzer, golden gekrönter schwarzer Adler in Gold, in Feld 2 ein goldener Löwe in Schwarz, eine goldene Krone in der Rechten haltend, in Feld 3 ein schräg gestellter goldener Anker in Schwarz.

## Bekannte Mitglieder
- Wilhelm von Ohl und Adlerscron (1696–1739, starb als Leutnant in der Schlacht bei Grocka)
  - Sophie Therese von Ohl und Adlerscron (1728–1764, einziges Kind Wilhelms, in zweiter Heirat Gattin von Ernst Balthasar Siegmund von Taubadel)
- Adolf Sylvius von Ohlen und Adlerscron (1727–1800), schlesischer Landrat
- Albert Johann Maximilian Friedrich von Ohlen und Adlerscron (1786–1860), Schwiegersohn von Ferdinand Eßlair
  - Ignes von Ohlen und Adlerscron (1829–1895), Gattin von Karl von Hülsen
- Friedrich Freiherr von Ohlen und Adlerscron, Vater der u.g.
  - Pauline von Ohlen und Adlerscron (1803–1886), Gattin von Wilhelm von Spankeren, Mutter von Rudolf von Spankeren
- Ernst von Ohlen und Adlerscron (1828–1848), schlesischer Landrat in Namslau
- Kurt von Ohlen und Adlerskron (1846–1900), Mitglied des Deutschen Reichstags
- Johanna Freiin von Ohlen und Adlerskron (1860–1924), zweite Gattin von Karl Ernst von Kleist
- Helene von Ohlen und Adlerskron (1867–1901), Gattin von Heinrich von Zedlitz und Neukirch
- Franz Freiherr von Ohlen und Adlerscron, Vater des u.g.
  - Herbert Freiherr von Ohlen und Adlerscron (1895–1958), Offizier und Verbandsfunktionär
- Emmy von Ohlen und Adlerscron (1837–1895), Gattin von Eduard Georg von Bethusy-Huc
- Friedrich Freiherr von Ohlen und Adlerscron † 1942, Major i. G. der Wehrmacht